# Eduard Kainberger
Eduard "Edi" Kainberger, född 20 november 1911 i Salzburg, död 7 mars 1974 i Salzburg, var en österrikisk fotbollsspelare.
Kainberger blev olympisk silvermedaljör i fotboll vid sommarspelen 1936 i Berlin.